# Cathédrale Saint-Michel de Man
Cette  cathédrale n’est pas la seule cathédrale Saint-Michel.
La cathédrale Saint-Michel à Man est le siège épiscopal du diocèse de Man en Côte d'Ivoire.